# R (telecomunicacions)

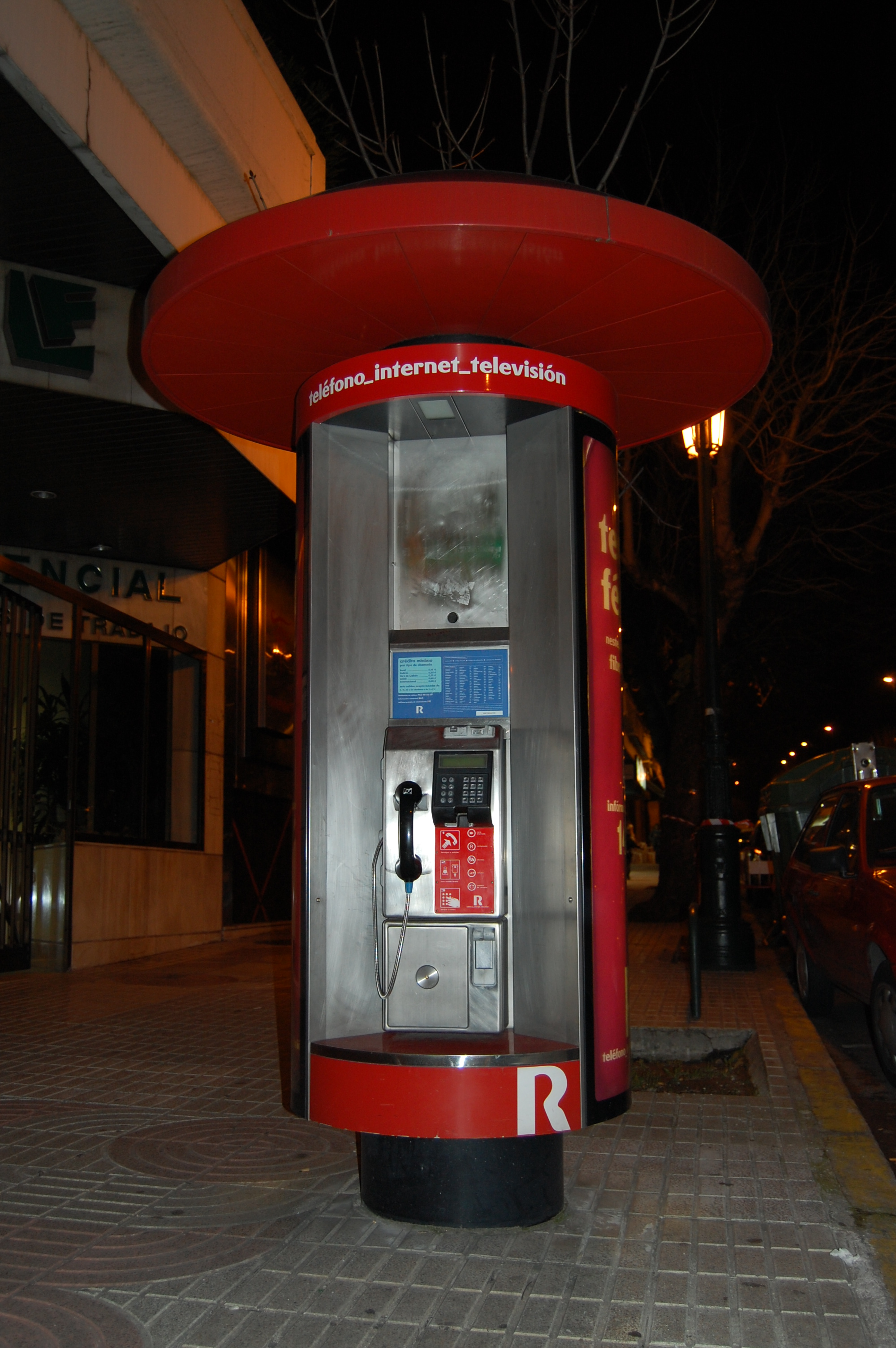
Una cabina telefònica de R a Vigo

R és el nom comercial de dues empreses R Cable y Telecomunicaciones Galicia S.A. i R Cable y Telecomunicaciones Galicia S.A., que constitueixen l'únic operador comercial de cable a Galícia (Espanya). Neix el 1998, arran de l'adjudicació del concurs per desplegar cable a Galícia. En aquest concurs es van establir dues demarcacions territorials, la demarcació d'[A Coruña] i la demarcació que comprenia la resta del territori gallec, és arran d'això que R comprèn les dues empreses anteriorment citades, ja que cada una se'n va presentar i va obtenir la concessió administrativa per a cada una de les demarcacions.